# Ordine di San Giacomo d'Altopascio
L'Ordine di San Giacomo d'Altopascio, detto anche Ordine dei Frati Ospitalieri di San Jacopo, ed anche dei Cavalieri del Tau, è un antico ordine religioso cavalleresco.

## Storia
È considerato da alcuni storici il più antico Ordine assistenziale, caritativo, equestre e religioso dell'era cristiana, operante sulla via Francigena. Sorto ad Altopascio nei pressi di Lucca intorno all'anno 1050 per volontà di 12 cittadini lucchesi, riunitisi in una realtà canonicale, operativa con un Ospedale di avanguardia, ritenuto modello ed esempio per tutti i successivi ospedali in Italia e all'estero (per esempio a Parigi l'Hopital de Dieu): aveva compiti di assistenza ai pellegrini per Roma e Santiago di Compostela; nel tempo si specializzò nella custodia delle vie e dei ponti.
Il 14 marzo 1587 per volontà di papa Sisto V, su richiesta del Granduca di Toscana, confluì nell'Ordine di Santo Stefano, che ne assorbì i beni.
L'arma è una Tau: “Di nero alla Tau d'argento, con il braccio verticale aguzzato e affiancata da due conchiglie di San Giacomo dello stesso”.